# Mangora oaxaca
Mangora oaxaca Levi, 2005 è un ragno appartenente alla famiglia Araneidae.

## Etimologia
Il nome proprio della specie deriva dalla città messicana di rinvenimento: Oaxaca

## Caratteristiche
L'olotipo femminile rinvenuto ha dimensioni: cefalotorace lungo 1,3mm, largo 1,0mm; opistosoma lungo 1,7mm.

## Distribuzione
La specie è stata reperita nel Messico meridionale: nei pressi di Finca Patichuiz, a sudest della città di Oaxaca, nello stato omonimo.

## Tassonomia
Al 2014 non sono note sottospecie e dal 2005 non sono stati esaminati nuovi esemplari.